# 小行星7408
小行星7408（英語：7408 Yoshihide）是一颗围绕太阳公转的小行星。1989年9月23日，水野義兼、古田俊正在可儿市发现了此天体。
这颗小行星的绝对星等为330.74025等。